# 1077 w polityce

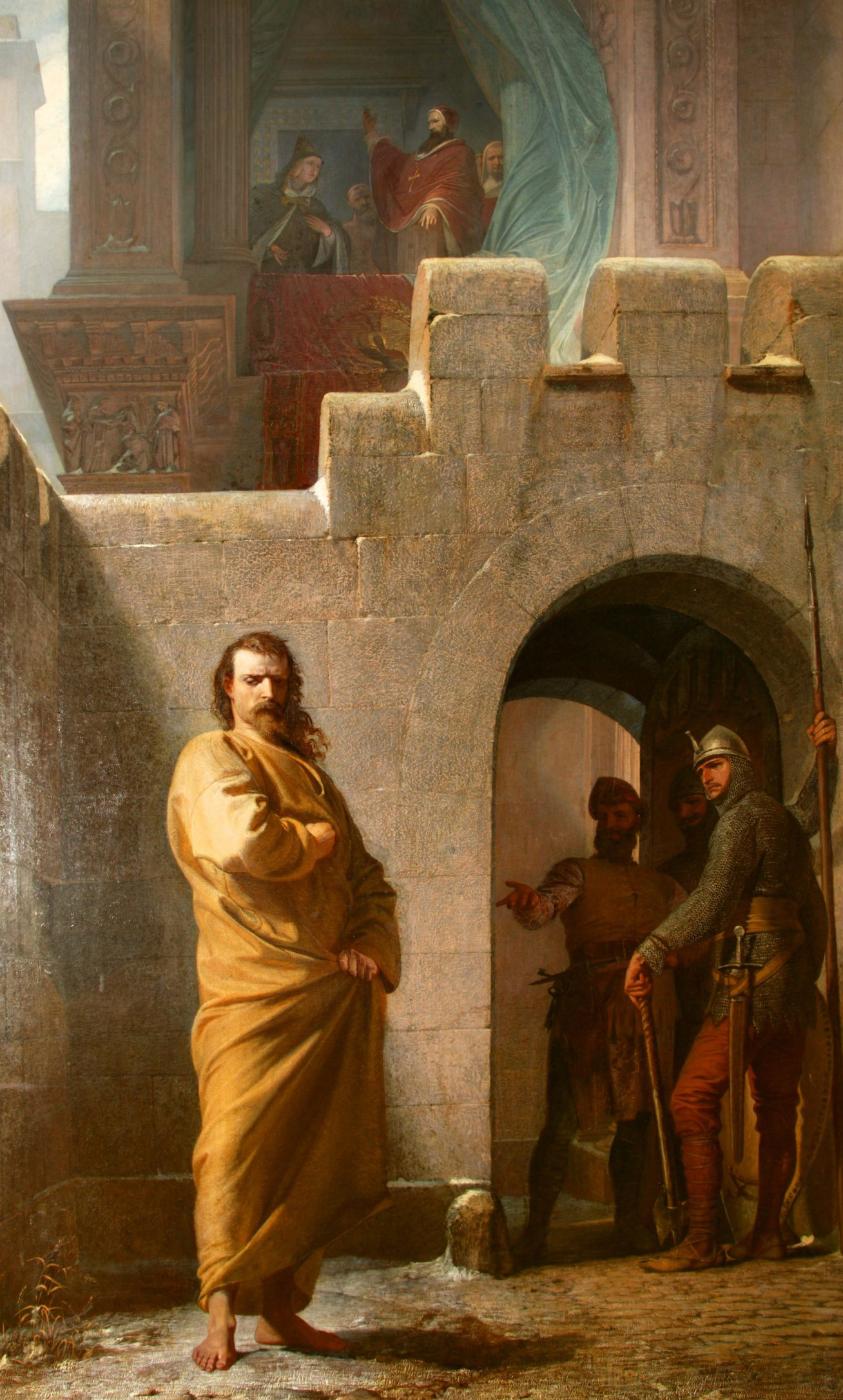
Eduard Schwoiser, Henryk IV Salicki w Canossie

Wydarzenia polityczne w 1077 roku.

## Wydarzenia
- 25 stycznia-27 stycznia cesarz Henryk IV Salicki pod zamkiem Canossa[1] próbuje przebłagać papieża Grzegorza VII.
- Bolesław Śmiały interweniuje na Rusi na rzecz Izjasława (do Polski ponownie przyłączono Grody Czerwieńskie) i na Węgrzech na rzecz Władysława[2].
- Początek wojny domowej w Niemczech (do 1080)[3][4].
- Turcy seldżuccy zajmują Palestynę[3].

## Zmarli
- 25 kwietnia Gejza I, król Węgier[5], ojciec Kolomana Uczonego i Almosa.
- 14 grudnia Agnieszka z Poitou, cesarzowa rzymska, żona Henryka III Salickiego[6].